# 短擬叉齒毛鼻鯰
短擬叉齒毛鼻鯰，為輻鰭魚綱鯰形目毛鼻鯰科的其中一種，為熱帶魚類，分布於南美洲亞馬遜河流域，體長可達3公分，棲息在沙底質溪流底層水域，屬寄生性魚類，會進入其他魚類的魚鰓，有時會誤入哺乳動物的尿道中，造成創傷，是世界最小的鯰魚之一。